# Tall Afar

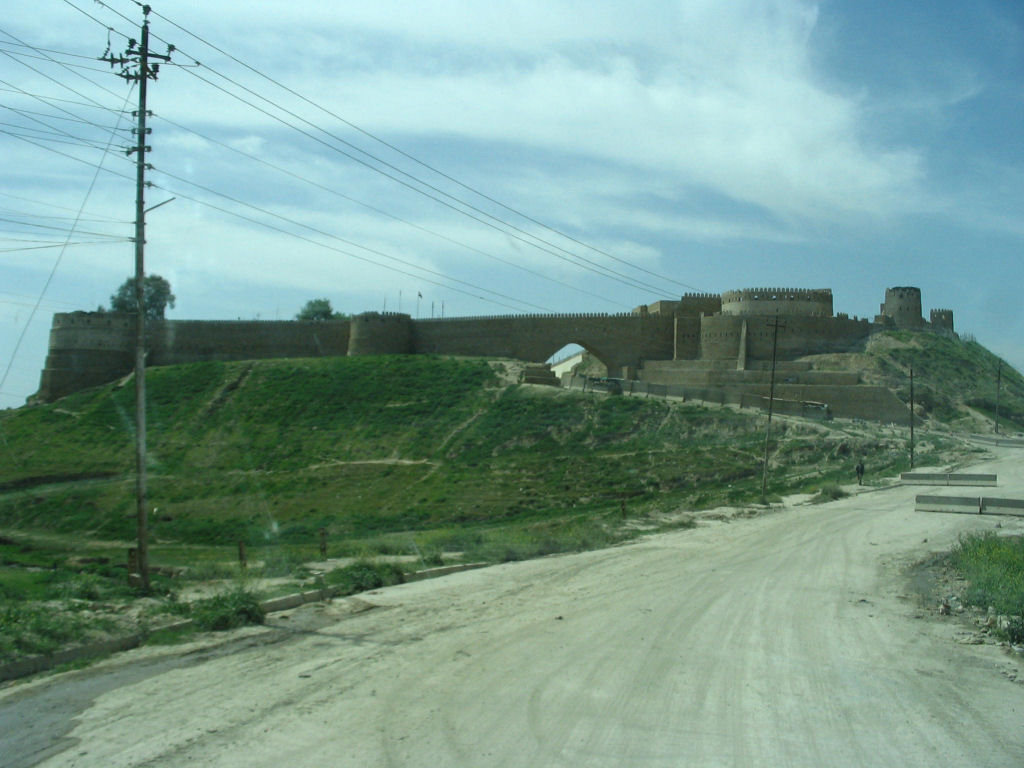
Citadelle de Tall Afar

Tall Afar est une ville du Nord-Ouest de l'Irak, située dans la province de Ninive.

## Géographie

### Situation
Tall Afar se trouve presque à mi-chemin entre Mossoul (70 km à l'est) et la frontière syrienne (60 km à l'ouest).

### Démographie
Avant la prise de la ville par l'organisation État islamique en 2014, celle-ci était peuplée d'environ 200 000 habitants, en majorité turkmènes mais comptant également des Arabes et des Kurdes. Les Turkmènes de la ville sont majoritairement de confession chiite, alors que la région est globalement sunnite.

## Antiquité
Le nom antique de la ville est Nimid-Ištar,.
Dans la Bible, la ville est mentionnée deux fois sous le nom de Telassar, où il est dit qu'elle est habitée par les « enfants d'Éden » : une première dans le Deuxième Livre des Rois (2R 19,12) ; une seconde dans le Livre d'Isaïe (Es 37,12).

## Histoire contemporaine

### Durant l'embargo
Le 16 mai 2000, Tall'Afar est un des sites d'où sont tirés des tirs anti-aériens contre les avions des forces de la coalition de l'Operation Northern Watch, avions chargés de faire respecter les zones d'exclusion aérienne faisant suite à l'embargo décidé par l'ONU.
Le 16 juin 2001, un missile tombe sur un terrain de football et tue vingt-trois personnes. Aucune source irakienne ne mentionne ce fait ; les sources anglo-américaines ne mentionnent qu'un missile sol-air « errant », qui n'aurait donc pas été tiré par leur aviation.

### Guerre d'Irak (2003-2006)
La proximité de la frontière syrienne la place sur la route d'acheminement des volontaires moudjahidines. Une première opération de l'US Army dirigée contre les rebelles irakiens a eu lieu à partir du 9 septembre 2004, après l'évacuation de 50 000 habitants (un tiers de la population). Les premiers retours (3 000 personnes) ont lieu à partir du 15 ; ils s'échelonnent jusqu'à la fin du mois, en même temps que commencent les réparations. Le 416e bataillon des affaires civiles et des éléments du 133e bataillon du génie (tous deux de l'US Army) en sont chargés. Cinq cents soldats américains (un bataillon du 187e régiment d'infanterie de la 101e Airborne, division aéroportée) y ont été laissés en garnison.
Après la bataille de Falloujah, de nouveaux rebelles y trouvent refuge, et le gouvernement irakien en perd le contrôle. De violents affrontements y opposent sunnites et chiites turcomans en mai 2005 : quatre soldats irakiens sont tués, et au moins deux blessés. Des renforts américains portent les effectifs à 4 000 hommes, et une deuxième opération, menée par le 3e régiment cuirassé et des troupes irakiennes a lieu en juin 2005, mais ne calme pas totalement les violences.
La ville est assiégée en septembre 2005, au cours de l'opération Restoring rights (« Restaurer les droits »).
Les 11 et 12 octobre 2005, deux attentats-suicides ont fait une soixantaine de morts et de nombreux blessés. Le premier sur le marché de la ville le 11 octobre et le second le lendemain dans un centre de recrutement de l'armée irakienne. Ces attentats marquent l'hostilité de la guérilla irakienne à trois jours de la date du référendum visant à faire adopter la nouvelle constitution du pays.

### Seconde guerre civile (2014-2017)
La ville est conquise le 16 juin 2014 par l'organisation État islamique dont certains des hommes les plus influents sont originaires, parmi lesquels d'anciens hauts-gradés de l'armée irakienne de confession sunnite.
Selon certaines sources relatées par la chaîne satellite irakienne Al Sumaria (en) le 11 juillet 2017, au lendemain de la proclamation de la victoire de l'armée irakienne à Mossoul, les rumeurs sur la mort présumée du « calife autoproclamé » de l'EI, al-Baghdadi aurait provoqué des tensions au sein du groupe djihadiste contrôlant la ville. Des leaders non irakiens de Daech souhaitant « monter en grade » auraient fait procéder à des arrestations dans l'entourage des partisans de l'ancien « calife ».
Dans la nuit du 19 au 20 août 2017, le Premier Ministre irakien Haïder al-Abadi annonce le déclenchement de l'offensive destinée à reprendre le contrôle de la ville et des localités environnantes. Le 27 août, les forces gouvernementales reprennent le contrôle total de la ville.

## Monuments
La citadelle ottomane est utilisée après 2003 comme mairie et comme siège de la police municipale par les autorités irakiennes. Les Américains l'utilisent également comme base en 2005. Après la prise de la ville par l'État islamique en 2014, ses murs nord et ouest sont endommagés à l'explosif par les djihadistes et l'intérieur de l'édifice est utilisé comme prison.